# براعم الإيمان (مجلة)
مجلة براعم الإيمان هي مجلة كويتية خاصة بالأطفال عن مجلة الوعي الإسلامي، تصدر كل شهر هجري عن قطاع الثقافة والشؤون الإسلامية في وزارة الأوقاف الكويتية، وتعمل على تأصيل القيم والمساهمة في تنمية المجتمعات الإسلامية بخطاب شرعي معتدل يجمع كلمة المسلمين تأسست عام 1395هـ 1975م وكان العدد الأول بتاريخ رجب 1395هـ - يوليو 1975م. وهي ملحق تابع لـمجلة الوعي الإسلامي وتوزع مجاناً.

## حول
مجلة براعم الإيمان مجلة كويتية شهرية تصدرها وزارة الأوقاف والشؤون الإسلامية، في غرة كل شهر هجري، صدر العدد الأول في رجب 1395هـ الموافق ليونيو 1975م. تصدر المجلة كهدية من مجلة الوعي الإسلامي التي تصدر عن الوزارة نفسها، تولى رئاسة تحريرها بدر سليمان القصار، وتولى إدارة التحرير فهمي الإمام، ثم صلاح الدين أرقه دان، والمحرر العام تمام أحمد، رسوم وإخراج عمار صقر.
قطع المجلة 21×28سم توجه المجلة إلى سن 6 إلى 16 سنة.
لا تحوي المجلة فهرساً لأعدادها وتغلب عليها المواد الدينية ذات الطابع المرتبط بالمعلومات الدينية والنصائح. هناك مقدمة على كل عدد موقعة باسم البراعم، نشرت المجلة على حلقات ما يسمى بموسوعة البراعم، ورغم أن المجلة شهرية إلا أنها نشرت حلقات كرتونية مسلسلة في بعض الأحيان ودائماًُ ما يتم الاحتفال بالمناسبات الدينية أثناء صدور العدد، مثل الحج، وحلول شهر رمضان، ليست هناك شخصيات ثابتة في المجلة، تقل نسبة عدد صفحات الكرتون بالمقارنة بالمجلات الأخرى حيث تصل إلى 4 صفحات بما فيها الغلاف الأخير من بين عشرين صفحة ملونة بالكامل. من بين الذين كتبوا في المجلة عبد التواب يوسف، فريد معوض، منذر الشعار، محمد أمين أبو بكر، فهمي الإمام  فوزي الشعار، راغب محمد السعيد، أحمد عبد الجبار، مدحت البيرقدار، إيمان سالم البهنساوي، حلمي الخولي، ومن الرسامين عمر حنقي ومحمد بسام ملص وهو أيضاً مؤلف، وعمار صقر.
يغلب على المجلة طابع الإعداد لا التأليف والتوجيه، وليس في الدعوة إلى الابتكار، لذا تضم المجلة أقل عدد من التسالي، والمسابقات، وإن وجدت فإنها تنقل من مجلات عالمية، مثل الاختلافات وتسمى في المجلة المفارقات، والكلمات المتقاطعة، وإمعان الفكر ولعبة الحروف، ولأن المجلة هي ملحق لمجلة دينية فإن هدف المجلة الرئيس هو الوعظ والإرشاد ولذا فإن مساهمات القراء تحت اسم بأقلام البراعم.
هناك مسابقة دينية في كل عدد، تتلخص في البحث عن معلومات دينية وتاريخية عربية، ولكل من الفائزين الخمسة الأوائل عشر دنانير، ومن السادس إلى العاشر اشتراك سنوي في البراعم، سعر المجلة غير موجود على الملحق باعتبار أنه يوزع مع مجلة الوعي الإسلامي، ولا توجد أي إعلانات على صفحة الملحق.

## بداية المجلة
بدأت مجلة براعم الإيمان بسيطة في عدد صفحاتها، فكانت تحتوي على 16 صفحة والآن أصبحت 48 صفحة، تحوي قصصا ومواعظ ورسومات جذابة وهادفة تهدف لجذب القارئ الصغير وتحاكي واقعه وتنافس ما يشهده من تطور في حياته.

## أهداف المجلة
مجلة براعم الإيمان أسست على أهداف منها: ربط البراعم بدينهم وشعائره، الاعتزاز بنبيهم ﷺ وصحابته الكرام رضوان الله عليهم، وأيضا تعميق التمسك بقيم وأحكام الدين الإسلامي، وتوجيه العقول الناشئة للعلم النافع، وكذلك تعريفهم بكيفية صناعة مستقبل ناجح في عصر المعلومات، ولفت انتباههم إلى أهمية التفكير وتنميته للوصول للابتكار، وغرس محبة العلم والتعلم في نفوسهم.

## أبواب المجلة
تتنوع الأبواب منها الثابت ومنها المتغير بحسب الظروف والمناسبات، ومن الأبواب:

غلاف العدد 249 صفر 1418هـ - يونيو 1997م

- العم بوصالح.
- أحلى النصائح.
- حزاية جدتي.
- سما وهادي.
- سالم وسارة.
- ومريوم والعلوم.
- مسافرون في الفضاء.
- غلاف العدد 249 صفر 1418هـ - يونيو 1997مسمير والتفسير.
- جسمي يؤلمني.

## الإصدارات الخاصة
أصدرت المجلة الكثير، منها: القصص لشخصيات المجلة جمعت فيها ما كتب في أعداد مجلة براعم الإيمان السابقة ومنها شخصية نصائح العم بوصالح ـ وحزاية جدتي، كما أصدرت شريط أوبريت أحلى ديرة وشريط أناشيد براعم الإيمان وفيلما وثائقيا عن تاريخ مجلة براعم الإيمان، كذلك دفتر تلوين احتوى على قيم ورسومات لشخصيات، وكتاب شعر لأناشيد الأطفال.

## مميزات المجلة
- ربط البراعم بدينهم وشعائره، الاعتزاز بنبيهم محمد صلى الله عليه وسلم وصحابته الكرام رضوان الله عليهم.
- تعريف الأطفال بكيفية صناعة مستقبل ناجح في عصر المعلومات.
- المجلة لا تهدف إلى الربح وليست تجارية وتوزّع مجاناً.
- حازت المجلة إعجاب المنظمة الإسلامية للتربية والعلوم والثقافة (إيسيسكو).
- تهتم أسرة التحرير بمواكبة المجلة للحدث الذي يعيشه الطفل المسلم.
- شخصية العمّ بو صالح نالت إعجاب الجميع وتنفذ في أنشطة المدارس.
- نبرز القيم والأخلاق عن طريق الصورة والقصة والألوان الجذابة.[3]